# 拜乌拉巴特里
拜乌拉巴特里（英語：Bayou La Batre）是美国阿拉巴马州下属的一座城市。面积约为7.48平方英里（约合19.37平方公里）。根据2010年美国人口普查，该市有人口2,558人，人口密度为342.07/平方英里（约合132.06/平方公里）。